# 4367 Міч
4367 Міч (4367 Meech) — астероїд головного поясу, відкритий 2 березня 1981 року.
Тіссеранів параметр щодо Юпітера — 3,226.